# Dactylospora imperfecta
Dactylospora imperfecta är en lavart som först beskrevs av Job Bicknell Ellis, och fick sitt nu gällande namn av Hafellner 1979. Dactylospora imperfecta ingår i släktet Dactylospora och familjen Dactylosporaceae.   Inga underarter finns listade i Catalogue of Life.